# Антоний (Гавалас)
Митрополи́т Антоний (греч. Μητροπολίτης Αντώνιος, в миру Анто́ниос Гавала́с греч. Αντώνιος Γαβαλάς англ. Anthony Gavalas; 24 июня 1942, Джорджия, США — 21 марта 2016, Нью-Йорк, США) — епископ греческой старостильной юрисдикции ИПЦ Греции «матфеевцы»; митрополит Нью-Йоркский (2012—2016).

## Биография
Окончил семинарию Святого Креста в Бостоне и в начале 1960-х годов перешел в юрисдикцию Русской православной церкви заграницей, где был рукоположен в сан иерея епископом Лавром (Шкурлой). Служил в Манхеттене в греческом храме на 153-й улице, а позднее основал новый храм в честь Покрова Пресвятой Богородицы в нью-йоркском районе Астория.
В 1986 году, в связи с публикацией Рождественского послания митрополита Виталия (Устинова) в котором он дезавуировал анафемы РПЦЗ на экуменизм, вместе со Спасо-Преображенским монастырем в Бостоне и другими приходами перешёл в юрисдикцию греческого старостильного митрополита Акакия (Паппаса).
В 1987 году, в связи с переходом Бостонского монастыря в юрисдикцию архиепископа Авксентия (Пастраса), не поддержал данного решения и остался в юрисдикции Синода Хризостома. С 1990 года, в связи с отказом митрополита Акакия от окормления Покровского прихода, остался на акефальном положении.
В 1997 году, после многолетних переговоров, Покровский приход в Астории с Антонием Гаваласом и Михаилом Маклаковым вошли в юрисдикцию «матфеевского» Синода ИПЦ Греции.
После смерти супруги в ноябре 2011 года, 31 мая 2012 года в Афинах был хиротонисан в сан епископа и возведён в достоинство митрополита Нью-Йоркского.